# Теса — чиста жена
Теса — чиста жена (фр. Tess) је француски играни филм из 1979. године, екранизација романа Томаса Хардија „Теса од Д'Убервила” у режији француско-пољског режисера, сценаристе, глумца и продуцента Романа Поланског (фр. Roman Polanski).

## Радња
Радња филма одвија се током 19. века у енглеској провинцији и говори о тврдоглавој, младој сељанки Теси. Отац Џон је шаље да ради у кући племићке породице 
Дубервил, са којом су у крвном сродству. Теса запада за око Алеку Дубервилу, који покушава да је придобије на све могуће начине, али она на њега гледа само као на рођака, обраћајући му се са пуно поштовања. Алек је међутим упоран и подмукао и једном губећи контролу над собом, силује Тесу.
Теса остаје трудна и рађа болесну бебу, која врло брзо умире. После неколико месеци, осрамоћена и несрећна, одлази на фарму крава и тамо ради као млекарица.
Ту упознаје своју праву љубав Ејнџла Клера, амбициозног младог пољопривредника из угледне породице.
Теса у Ејнџелу проналази праву, искрену љубав, али му не жели признати своју прошлост. Удаје се за Ејнџела и одлучује му ипак саопштити праву истину о себи.
Муж је одбацује и одлучује да се разведе, а у међувремену Теси јављају да јој је преминуо отац Џон, а њену породицу нема ко да издржава. Теса је приморана да потражи Алека и буде његова љубавница, како би издржавала мајку, браћу и сестре.
Након година проведених у колонијама, Тесина права љубав Ејнџел, се враћа, а она убија љубавника.

## Улоге
| Главне улоге      | Главне улоге      |
| Глумац            | Улога             |
| ----------------- | ----------------- |
| Џон Колин         | John Durbeyfield  |
| Тони Черч         | Парсон Трингам    |
| Настасја Кински   | Теса              |
| Бригид Ерин Бејтс | Девојка на ливади |
| Жана Бирас        | Девојка на ливади |
| Питер Ферт        | Ејнџл Клер        |
| Џон Бет           | Феликс Клер       |
| Том Чедбон        | Катберт Клер      |
| Роузмери Мартин   | Mrs. Durbeyfield  |
| Ли Лосон          | Алек Д'Убервил    |

## Прикзивање
Филм је прву биоскопску пројекцију имао 31. октобра 1979. године.

## Награде

### Цезар
На додели награде Француске филмске академије Цезар, 1980. године, филм је добио три награде:
- Најбоља кинематографија - Ghislain Cloquet
- Најбољи режисер - Роман Полански
- Најбољи филм у режији Романа Поланског

Филм је био номинован за још три награде: 
- Најбоља глумица - Настасја Кински
- Најбоља музика- Philippe Sarde
- Најбоља сценографија - Pierre Guffroy

### Оскар
Филм Теса освојио је три награде Оскар:
- за фотографију - Geoffrey Unsworth, Ghislain Cloquet
- за костимографију - Anthony Powell
- за сценографију - Pierre Guffroy, Jack Stephens

Филм је номинован је за још три награда Оскар: 
- за најбољу слику - Claude Berri
- за најбољег режисера - Роман Полански
- за најбољу оригиналну музику - Филип Сард

### БАФТА
Фим је добио награду БАФТА:
- за најбољу фотографију - Geoffrey Unsworth, Ghislain Cloquet

Номинован за награду БАФТА:
- за најбољу костимографију - Anthony Powell
- за најбољи продукцијски дизајн - Pierre Guffroy